# Clubiona abbajensis
Clubiona abbajensis är en spindelart som beskrevs av Embrik Strand 1906. Clubiona abbajensis ingår i släktet Clubiona och familjen säckspindlar.

## Underarter
Arten delas in i följande underarter:
- C. a. karisimbiensis
- C. a. kibonotensis
- C. a. maxima